# Jiří Javorský
Jiří Javorský, né le 9 février 1932 à Prague et mort le 16 septembre 2002 à Heilbronn en Allemagne, est un joueur de tennis tchécoslovaque des années 1950 et 1960.

## Carrière
Joueur au I.CLTK de Prague, il s'est principalement illustré au sein de l'Équipe de Tchécoslovaquie de Coupe Davis dont il devient le leader à partir de 1957. Il a participé à 20 rencontres dont une victoire sur l'Italie de Nicola Pietrangeli et Giuseppe Merlo en quart de finale de la zone Europe en 1965.
Il atteint les huitièmes de finale à Roland-Garros en 1959 et 1963. En 1959, il réalise l'une des plus belles victoires de sa carrière en battant au premier tour Pierre Darmon, tête de série n°6 et récent vainqueur du tournoi de Paris (6-4, 4-6, 2-6, 6-3, 11-9). En 1963, il élimine au troisième tour Roger Taylor (6-3, 8-6, 3-6, 13-11) avant de s'incliner contre un autre britannique, Mike Sangster (7-9, 6-4, 6-8, 6-2, 6-2). Avec sa partenaire de double mixte Věra Suková, il remporte le tournoi en 1957 et atteint la finale 4 ans plus tard.
Il a remporté un grand nombre de tournois, principalement en Europe centrale. Il fut par ailleurs 31 fois champion de Tchécoslovaquie toutes catégories et 5 fois vainqueur du tournoi de Prague. Il s'est aussi imposé en Pologne, en Autriche et en Hongrie. En 1959, il remporte la Wimbledon Plate. En 1965, il est finaliste du tournoi Monte-Carlo.
Après sa carrière, il s'installe à Heilbronn où il devient professeur de tennis en 1968.

## Palmarès

### En simple
- Championnat de Tchécoslovaquie : vainqueur en 1952, 1954-1958, 1960, 1961, 1964
- Internationaux de Tchécoslovaquie : vainqueur en 1955, 1957, 1959, 1960, 1964
- Internationaux de Pologne : 1952, 1954, 1960

### En double
- Championnat de Tchécoslovaquie : vainqueur en 1952, 1955-1963, 1965

### En double mixte
- Internationaux de France : vainqueur en 1957 et finaliste en 1961 avec Věra Suková
- Championnat de Tchécoslovaquie : vainqueur en 1951, 1952, 1954-1962

## Parcours dans les tournois duGrand Chelem

### En simple
| Année | Open d'Australie | Open d'Australie | Internationaux de France | Internationaux de France | Wimbledon       | Wimbledon   | US Open        | US Open       |
| ----- | ---------------- | ---------------- | ------------------------ | ------------------------ | --------------- | ----------- | -------------- | ------------- |
| 1956  | —                | —                | 3e tour (1/16)           | B. Patty                 | —               | —           | —              | —             |
| 1957  | —                | —                | 1er tour (1/64)          | S. Davidson              | 1er tour (1/64) | J. Cranston | —              | —             |
| 1958  | —                | —                | 3e tour (1/16)           | B. Patty                 | —               | —           | —              | —             |
| 1959  | —                | —                | 1/8 de finale            | B. Knight                | 1er tour (1/64) | L. Ayala    | —              | —             |
| 1960  | —                | —                | 3e tour (1/16)           | L. Ayala                 | 2e tour (1/32)  | R. Emerson  | —              | —             |
| 1961  | —                | —                | 1er tour (1/64)          | R. Barnes                | 2e tour (1/32)  | L. Ayala    | —              | —             |
| 1962  | —                | —                | 3e tour (1/16)           | B. Knight                | 1er tour (1/64) | J. Sharpe   | 2e tour (1/32) | R. Mandelstam |
| 1963  | —                | —                | 1/8 de finale            | M. Sangster              | —               | —           | 2e tour (1/32) | C. McKinley   |
| 1964  | —                | —                | —                        | —                        | 1er tour (1/64) | K. Fletcher | —              | —             |
| 1965  | —                | —                | 3e tour (1/16)           | N. Pietrangeli           | 2e tour (1/32)  | B. Knight   | —              | —             |
| 1966  | —                | —                | 2e tour (1/32)           | J. Couder                | 1er tour (1/64) | G. Battrick | —              | —             |
| 1967  | —                | —                | —                        | —                        | 1er tour (1/64) | G. Maioli   | —              | —             |

N.B. : à droite du résultat se trouve le nom de l'ultime adversaire.